# Sistema Nacional de Áreas de Conservación
El Sistema Nacional de Áreas de Conservación (SINAC) es la dependencia del MINAE encargada de la administración de las áreas protegidas incluyendo los parques nacionales en Costa Rica, fue creado en 1994, tras la fusión de la Dirección General Forestal, el Servicio de Parques nacionales, y la Dirección General de Vida Silvestre, al no poder funcionar estas tres como órganos separados.
El valor de la conservación del medio ambiente se tornó importante a partir del momento en el que el auge turístico arrebató al país a mediados de los años ochenta, y dentro de este contexto es que Costa Rica se suma a los esfuerzos regionales de protección del medio ambiente por medio del Sistema de Integración Centroamericana (SICA) y dentro de este a través de la Comisión Centroamericana de Ambiente y Desarrollo (CCAD).

## El Sistema Nacional de Áreas Protegidas
El SINAC administra cerca de 160 áreas protegidas, de las cuales 28 han sido designadas como parques nacionales. Otras áreas están designadas bajo otras categorías de manejo como refugios de vida silvestre, reservas biológicas, monumentos nacionales, reservas forestales, humedales, y zonas protegidas.
El territorio nacional costarricense en su totalidad (51 100 km²) está bajo la jurisdicción de 11 grandes Áreas de Conservación que fueron creadas en el año 1998, siendo estas, divisiones administrativas del SINAC. Cerca del 25% del territorio está incluido dentro de los parques nacionales, refugios y zonas protegidas dentro de estas once áreas de conservación.
Las progresivas políticas medio ambientales costarricenses y el ecoturismo sostenible en el Sistema de Parques nacionales han sido tomados como modelo de desarrollo en otros países. El bosque lluvioso, los bosques tropicales, las áreas marinas y los humedales de Costa Rica son sujeto de diversas investigaciones y estudios de universidades y organizaciones científicas. El enriquecimiento en el conocimiento mundial sobre estos importantes hábitats es una invaluable contribución a los esfuerzos de conservación de las múltiples organizaciones involucradas.

## Áreas de Conservación

Localización de las áreas de conservación.

- Área de conservación Arenal Huetar Norte (ACAHN)
- Área de conservación Arenal Tempisque (ACAT)
- Área de conservación Central (ACC)
- Área de conservación Guanacaste (ACG)
- Área de conservación La Amistad Caribe (ACLAC)
- Área de conservación La Amistad Pacífico (ACLAP)
- Área de conservación Marina Cocos (ACMC)
- Área de conservación Osa (ACOSA)
- Área de conservación Pacífico Central (ACOPAC)
- Área de conservación Tempisque (ACT)
- Área de conservación Tortuguero (ACTo)